# Stine Kronborg
 Der er for få eller ingen kildehenvisninger i denne artikel, hvilket er et problem. Du kan hjælpe ved at angive troværdige kilder til de påstande, som fremføres i artiklen.

Stine Kronborg Mikkelsen (født 16. marts 1979) er en dansk koreograf, tv-vært, sanger og model. Født i Stege og opvokset i Nakskov. Førhen I Australien har hun læst en diploma i Sports Coaching. Kronborg har været med i pigegruppen Fem@le, der blandt andet hittede med Lambada, Centrefold, Leaving On A Jetplane og Lollipop. Derudover har hun været danser og korsanger for popgruppen Infernal, samt fast koreograf for sangerinden Medina. Stine Kronborg er også kendt som vært på The Voice Tv og er eks-kæreste til René Dif.
I foråret 2010 var Stine Kronborg blandt de 3 dommere i TV2's danse/slanke program De Fede Trin, sammen med Silas Holst og Bill Holmberg. Efteråret 2010 en del af Sportsteamet i TV3's Fangerne på Fortet, hvor hun sammen med håndboldspillerne Jakob Green og Rikke Hørlykke, samt fodboldlegenden John Faxe Jensen formåede at kæmpe sig til finalen. Stine opnåede også at komme på Landsholdet i Zulu Djævleræs i 2009, hvor hun kørte sammen med skuespilleren Said Chayesteh. Og i Zulu Djævleræs 2010 kan man opleve hende som kørelærer i programmet.  I 2013 sprang hun ud som gæstedommer og senere deltager i Paradise Hotel (Danmark, sæson 9).
I 2002 var Stine Kronborg en del af balletten i Cirkus Revyen, sammen med bl.a Karina Frimodt og Nicklas Bendixen. Stine Kronborg var med til at gøre pole dance populært i Danmark og rejste i 2010 til Australien for at træne hos verdens største pole skole Bobbi's Pole Studio, men er aldrig vendt hjem igen. Stine var blandt de 12 finalister i den internationale pole konkurrence 'Pole Art 2010' der blev afholdt i Stockholm. Hun har siden deltaget i de Australske Showgirls konkurrencer 'Miss Burlesque Australia' & 'Miss Nude Sydney', hvor hun vundet titlerne: ’Hottie of the year 2011’., 'Miss Burlesque Melbourne 2012' og vinder af 'Miss Nude Sydney 2012'. Stine Kronborg var blandt finalisterne i Miss Pole Dance Australia 2013's NSW heat og blev udtaget til det store åbnings nummer af den nationale finale Miss Pole Dance Australia 2013, hvor hun dansede side om side med Australiens bedste pole dansere.